# Citigroup
Citigroup Inc. är ett amerikanskt multinationellt finansbolag och affärsbank. Citigroup bildades 1998 när Citicorp och Travelers Group slogs samman. Företaget har över 200 miljoner kunder i 100 olika länder. Åren före finanskrisen 2007–2008 var Citigroup världens största finansbolag. År 2012 var bolaget 16:e störst i världen.

## Historia
1812 grundades The City Bank of New York, som anses vara Citigroups moderbolag. Senare under 1800-talet startade många av de företag som sedan skulle bli en del av Citigroup, till exempel Schroders, Farmer's Loan and Trust, Travelers, Smith Barney, Bank Handlowy, Banamex och Golden State Bancorp. 1866 hjälpte National City Bank till att finansiera den första transatlantiska kabeln samt expansionen av USA:s järnväg. Banken var också pionjärer på att låna ut pengar till andra länder. Under åren 1902 till 1915 öppnade City Bank kontor i Asien, Europa, Indien samt Brasilien och blev därmed världens största internationella bank. Citigroup har oftat dragit nytta av andras svåra situationer och många gånger vänt dem till vinst för båda parter; exempel på detta är att återvändande soldater från andra världskriget mycket lätt kunde starta ett lokalt kontor åt banken. 
Det moderna Citigroup bildades 1998 då banken Citicorp och försäkringsbolaget Travelers Group slogs ihop. Det var den första kombinationen av en bank och ett försäkringsbolag sedan depressionen på 1930-talet. Vissa hävdar att sammanslagningen var olaglig på grund av en gammal lag som förbjuder de båda verksamheterna att samverka.
På senare tid har Citigroup kritiserats för olika saker, bland annat för tveksamma transaktioner i och med den så kallade Enronskandalen. Enligt en statlig utredning hjälpte även Citigroup Enron att dölja sina skulder. 
Citigroup har också kritiserats starkt från andra håll. Bland annat finns det uppgifter på att man diskriminerat svarta i USA genom att ha gett dem sämre lånevillkor. Företagen står också bakom byggnaden av en mycket kontroversiell oljeledning i Ecuador som lett till stora regnskogsskövlingar.

## Varumärken
- Citibank.
- Banamex, näst största banken i Mexiko
- Banco Cuscatlan, El Salvadors största bank.
- Banco Uno, Centralamerikas största kreditkortsbank.
- Citimortgage, ledande hypotek.
- CitiInsurance, försäkringsbolag
- Citicapital, Institutional financial services
- Citifinancial, ledande inom subprime
- Citigroup Alternative Investments, Global Wealth Management
- Primerica
- Smith Barney, investment services,
- CitiCard, kreditkort
- Credicard Citi, kreditkort i Brasilien

## Finanskrisen 2008
På grund av bolaget stora skulder får Citigroup lån 20 miljarder dollar av USA:s regering. Pengarna ingår i det så kallade finansiella stödpaketet.

## Samarbete med högskolor och universitet
Företaget är en av medlemmarna, benämnda Partners, i Handelshögskolan i Stockholms partnerprogram för företag som bidrar finansiellt till högskolan och nära samarbetar med den vad gäller forskning och utbildning.